# Кожурин, Олег Владимирович
Олег Владимирович Кожурин (31 октября 1938 — 8 марта 1992, Екатеринбург) — советский хоккеист, нападающий.

## Биография
Воспитанник свердловского «Спартака», за который и выступал на протяжении всей своей карьеры в командах мастеров. Провёл в команде восемь сезонов (1957/58 — 1964/65), из них первые пять — в чемпионате СССР.
Скончался 8 марта 1992 года. Похоронен на Восточном кладбище Екатеринбурга.